# Vauxcéré
Vauxcéré ist ein Ort und eine ehemalige französische Gemeinde mit 89 Einwohnern (Stand: 1. Januar 2022) im Département Aisne in der Region Hauts-de-France. 
Mit Wirkung vom 1. Januar 2016 wurde Vauxcéré mit Longueval-Barbonval, Merval, Perles, Révillon, Glennes und Villers-en-Prayères zur Commune nouvelle Les Septvallons zusammengeschlossen. Alle ehemaligen Gemeinden verfügen in der neuen Gemeinde über den Status einer Commune déléguée.

## Lage
Nachbarorte sind Dhuizel im Nordwesten, Longueval-Barbonval im Nordosten, Blanzy-lès-Fismes im Osten, Perles im Südosten, Bazoches-et-Saint-Thibaut im Süden und Paars im Westen.

## Bevölkerungsentwicklung
| Jahr      | 1962 | 1968 | 1975 | 1982 | 1990 | 1999 | 2008 | 2015 |
| --------- | ---- | ---- | ---- | ---- | ---- | ---- | ---- | ---- |
| Einwohner | 112  | 104  | 82   | 90   | 83   | 96   | 111  | 76   |

## Sehenswürdigkeiten
- Kirche Nativité-de-la-Sainte-Vierge aus dem 12./13. Jahrhundert, seit 1924 Monument historique

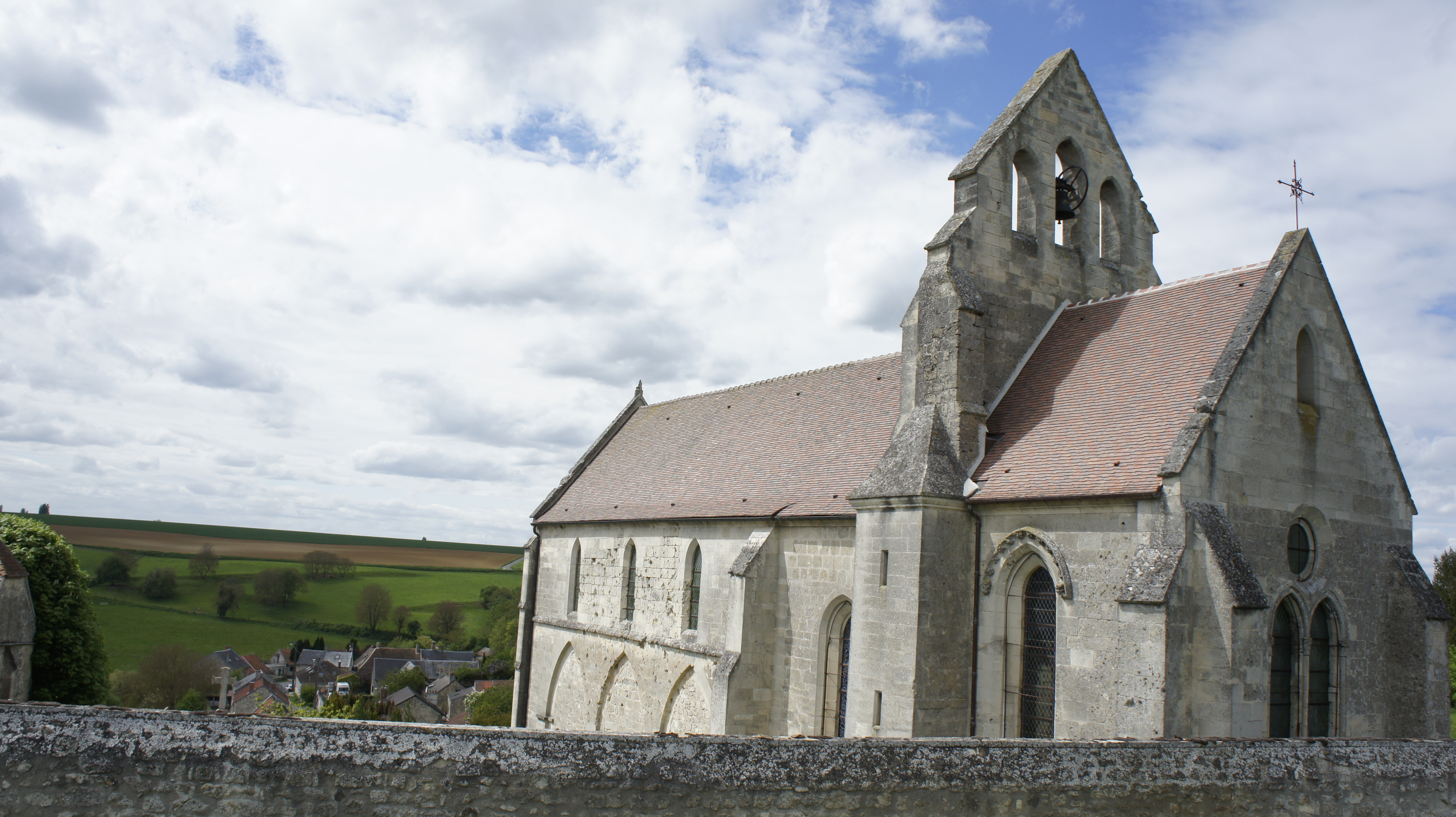
Kirche